# Нойкірхен (Гессен)
Нойкірхен (нім. Neukirchen) — місто в Німеччині, знаходиться в землі Гессен. Підпорядковується адміністративному округу Кассель. Входить до складу району Швальм-Едер.
Площа — 66,26 км2. Населення становить 6894 ос. (станом на 31 грудня 2020).